# Hanzōmon-Linie
| |                   |                         |                         |
| Streckenlänge: | 16,8 km           |                         |                         |
| Spurweite: | 1067 mm (Kapspur) |                         |                         |
| Stromsystem: | 1500 V =          |                         |                         |
| Streckengeschwindigkeit: | 80 km/h           |                         |                         |
| |                   |                         |                         |
| \| \| 0,0 \| Z-01 Shibuya \| Z-01 Shibuya \| \| \| 1,3 \| Z-02 Omotesandō \| Z-02 Omotesandō \| \| \| 2,7 \| Z-03 Aoyama-itchōme \| Z-03 Aoyama-itchōme \| \| \| 4,1 \| Z-04 Nagatachō \| Z-04 Nagatachō \| \| \| 5,1 \| Z-05 Hanzōmon \| Z-05 Hanzōmon \| \| \| 6,7 \| Z-06 Kudanshita \| Z-06 Kudanshita \| \| \| 7,1 \| Z-07 Jimbōchō \| Z-07 Jimbōchō \| \| \| 8,8 \| Z-08 Ōtemachi \| Z-08 Ōtemachi \| \| \| 9,5 \| Z-09 Mitsukoshimae \| Z-09 Mitsukoshimae \| \| \| 10,8 \| Z-10 Suitengūmae \| Z-10 Suitengūmae \| \| \| 12,5 \| Z-11 Kiyosumi-shirakawa \| Z-11 Kiyosumi-shirakawa \| \| \| 14,4 \| Z-12 Sumiyoshi \| Z-12 Sumiyoshi \| \| \| 15,4 \| Z-13 Kinshichō \| Z-13 Kinshichō \| \| \| 16,8 \| Z-14 Oshiage \| Z-14 Oshiage \| |                   |                         |                         |
| U-Bahn-Kopfbahnhof Streckenanfang (im Tunnel) | 0,0               | Z-01 Shibuya            | Z-01 Shibuya            |
| U-Bahn-Bahnhof (im Tunnel) | 1,3               | Z-02 Omotesandō         | Z-02 Omotesandō         |
| U-Bahn-Bahnhof (im Tunnel) | 2,7               | Z-03 Aoyama-itchōme     | Z-03 Aoyama-itchōme     |
| U-Bahn-Bahnhof (im Tunnel) | 4,1               | Z-04 Nagatachō          | Z-04 Nagatachō          |
| U-Bahn-Bahnhof (im Tunnel) | 5,1               | Z-05 Hanzōmon           | Z-05 Hanzōmon           |
| U-Bahn-Bahnhof (im Tunnel) | 6,7               | Z-06 Kudanshita         | Z-06 Kudanshita         |
| U-Bahn-Bahnhof (im Tunnel) | 7,1               | Z-07 Jimbōchō           | Z-07 Jimbōchō           |
| U-Bahn-Bahnhof (im Tunnel) | 8,8               | Z-08 Ōtemachi           | Z-08 Ōtemachi           |
| U-Bahn-Bahnhof (im Tunnel) | 9,5               | Z-09 Mitsukoshimae      | Z-09 Mitsukoshimae      |
| U-Bahn-Bahnhof (im Tunnel) | 10,8              | Z-10 Suitengūmae        | Z-10 Suitengūmae        |
| U-Bahn-Bahnhof (im Tunnel) | 12,5              | Z-11 Kiyosumi-shirakawa | Z-11 Kiyosumi-shirakawa |
| U-Bahn-Bahnhof (im Tunnel) | 14,4              | Z-12 Sumiyoshi          | Z-12 Sumiyoshi          |
| U-Bahn-Bahnhof (im Tunnel) | 15,4              | Z-13 Kinshichō          | Z-13 Kinshichō          |
| U-Bahn-Kopfbahnhof Streckenende (im Tunnel) | 16,8              | Z-14 Oshiage            | Z-14 Oshiage            |

Die Hanzōmon-Linie (jap. 半蔵門線, Hanzōmon-sen) ist eine U-Bahn-Linie in Tokio, Japan, die von der Tōkyō Metro verwaltet wird. Ihre Farbe auf Karten ist violett , die Stationen sind durch ein Z gefolgt von einer Nummer gekennzeichnet.
Die 16,8 Kilometer lange Strecke verbindet die Bezirke Shibuya, Minato, Chiyoda, Chūō, Kōtō und Sumida. Die Züge werden ab dem Bahnhof Shibuya zur Den’entoshi-Linie von Tokyu nach Südwesten und ab dem Bahnhof Oshiage zur Tōbu Isesaki-Linie durchgebunden. Die Hanzōmon-Linie ist mit allen anderen Tokyo-Metro- und Toei-Linien außer der Hibiya-Linie verbunden. Zu dieser kann man aber über die Tōbu Isesaki-Linie gelangen. Die Linie wird im Südwesten parallel zur Ginza-Linie geführt und entlastet diese. Beide Linien teilen sich auf dem Abschnitt vier Bahnhöfe.
Die Linie ist nach dem Westtor des Kaiserpalastes (Hanzōmon) benannt, welches wiederum nach dem Ninjutsu-Meister Hattori Hanzō benannt ist.

## Geschichte
Die Hanzōmon-Linie wurde bereits 1971 zusammen mit der Chiyoda-Linie und der Yūrakuchō-Linie geplant, um die oft überfüllte Ginza-Linie zu entlasten. Dabei sollte die Strecke anfänglich vom Bahnhof Futako-Tamagawa auf der Den’entoshi-Linie bis zu einer neuen Station im Bezirk Kōtō verlaufen. 1985 wurde vom Verkehrsministerium ein zweiter Entwurf vorgelegt, in dem die Endhaltestelle in Matsudo in der Präfektur Chiba lag. Während der Planungsphase hieß die Strecke noch Linie 11.
Der Bau begann 1972 und man rechnete mit der Fertigstellung bis 1975. Die schlechte wirtschaftliche Lage in Japan zu dieser Zeit senkte jedoch die Einnahmen der Tōkyō Metro, wodurch der Bau der neuen Linien verzögert wurde. Am 1. August 1978 wurde der erste Abschnitt der Hanzōmon-Linie von Shibuya zum U-Bahnhof Aoyama-itchōme eröffnet.
Im September 1979 wurde die Strecke ohne größere Zwischenfälle bis nach Nagatachō verlängert. Die nächste Verlängerung nach Ōtemachi warf allerdings politische Probleme auf, da die Strecke direkt unter dem Kaiserpalast entlangführen sollte. Tokyo Metro entschied sich, den Tunnel nördlich am Palast vorbei zu bauen, was den Bau von drei neuen Bahnhöfen erforderte. Außerdem verzögerten die Landbesitzer die Fertigstellung des Baus. Der Bahnhof Hanzomon öffnete im Dezember 1982 und die komplette Erweiterung bis nach Mitsukoshi-mae wurde im Januar 1989 fertiggestellt.
Seitdem wurden noch Erweiterungen nach Suitengūmae (November 1990) und Oshiage (März 2003) gebaut. Das Verkehrsministerium gab die Planung einer weiteren Erweiterung nach Matsudo bekannt, welche bis 2015 gebaut werden sollte. Die Tokyo Metro sprach hingegen davon, dass nach der Fertigstellung der Fukutoshin-Linie alle Bauvorhaben abgeschlossen sind.

## Fahrzeuge
Auf der Hanzōmon-Linie verkehren ausschließlich 10-Wagen-Züge. Die 19 Züge der Serie 8000 werden ab 2021 durch die Serie 18000 ersetzt, die sechs Züge der Serie 08 werden dagegen weiter betrieben.
Wegen der Durchbindung auf andere Strecken sind Triebzüge dieser Privatbahnen ebenfalls auf der Hanzōmon-Linie unterwegs.

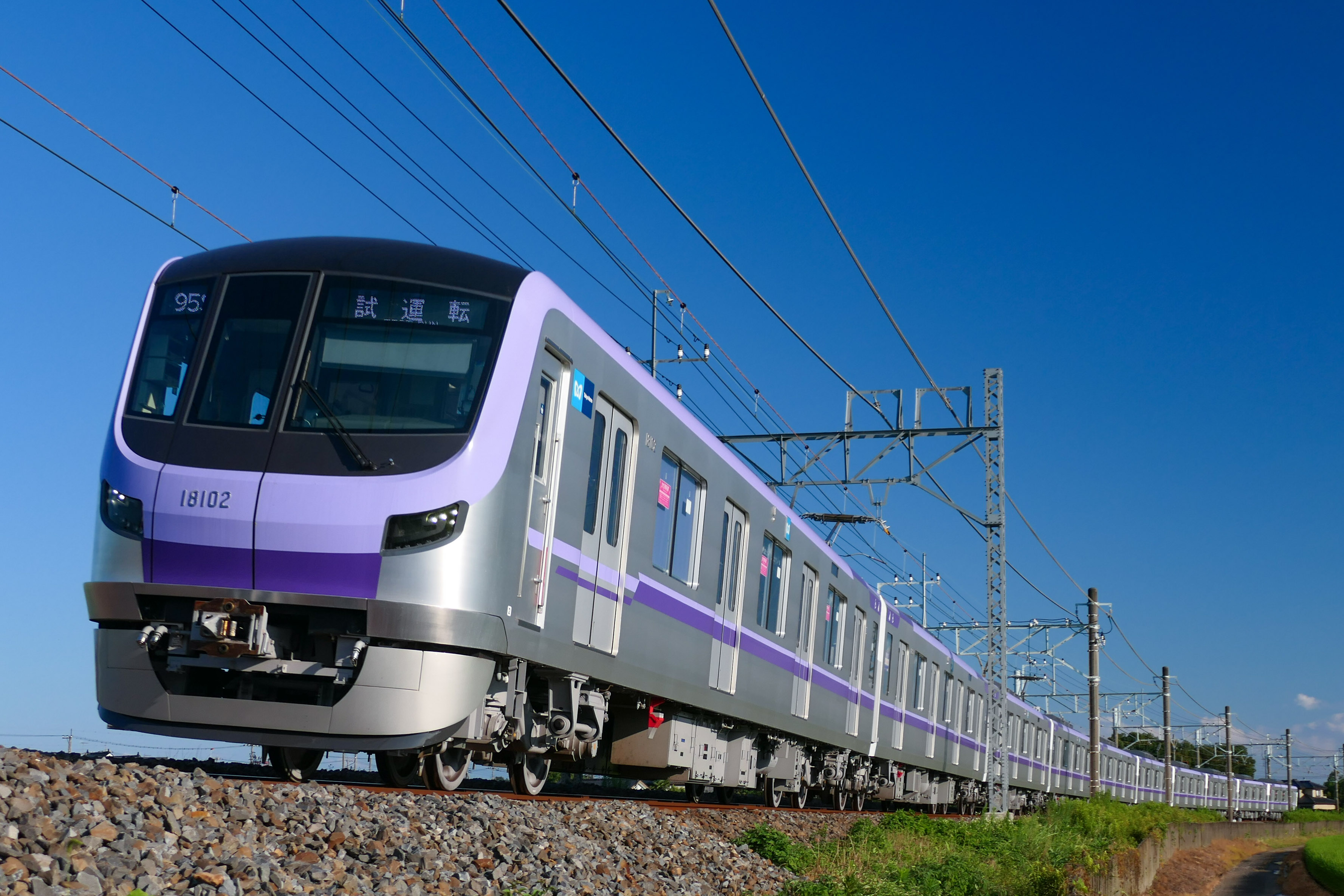
Tokyo Metro 18000
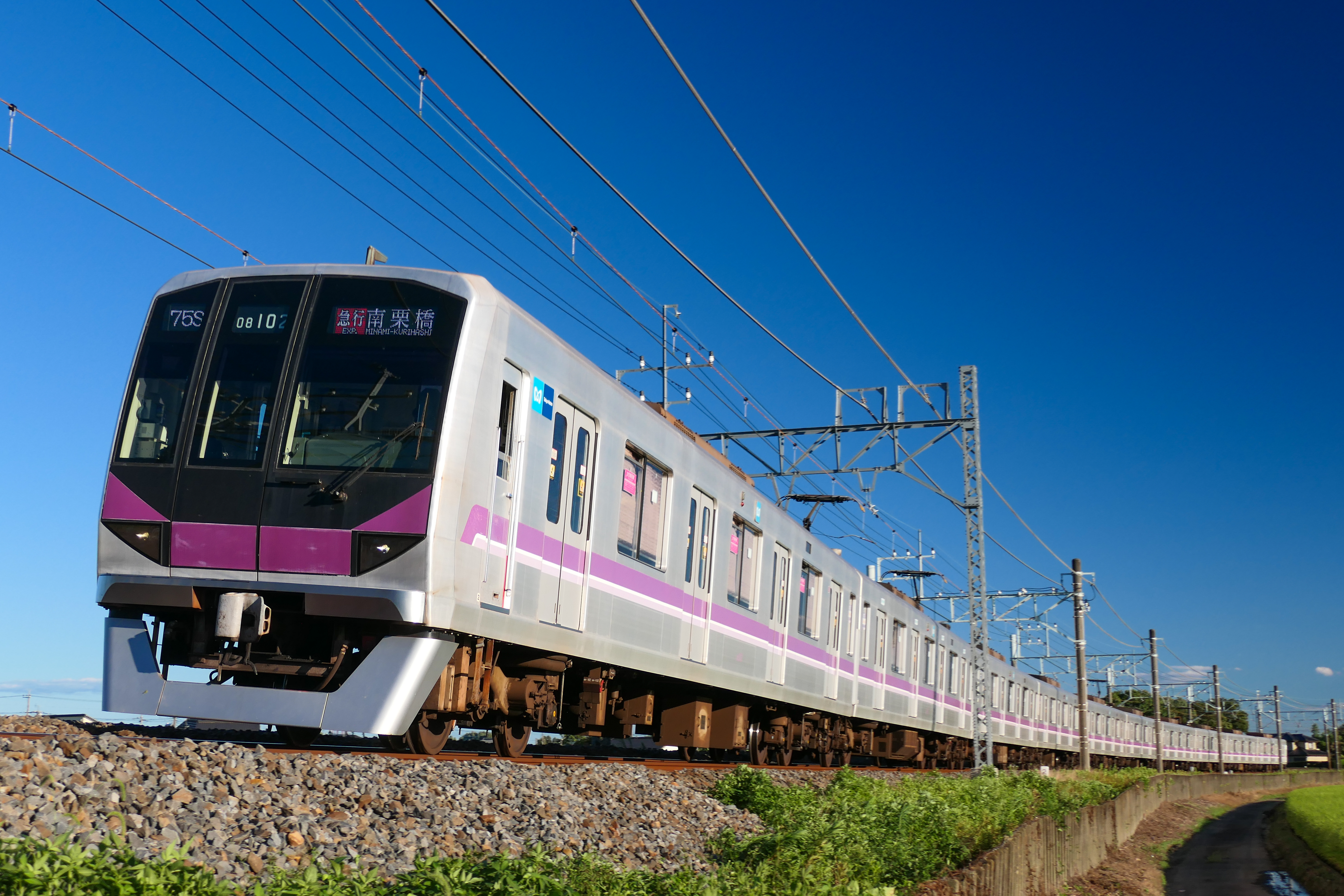
Tokyo Metro 08
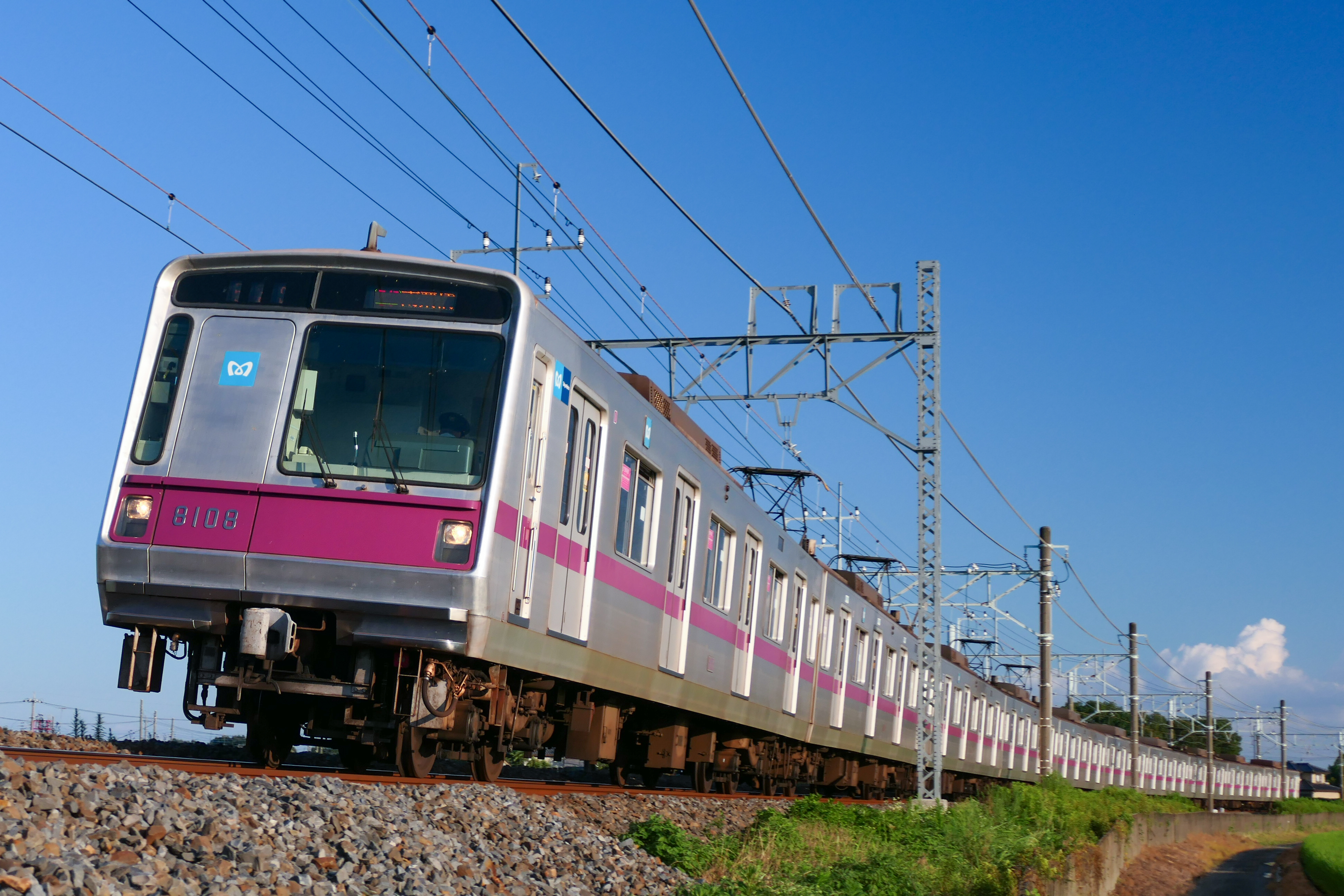
Tokyo Metro 8000
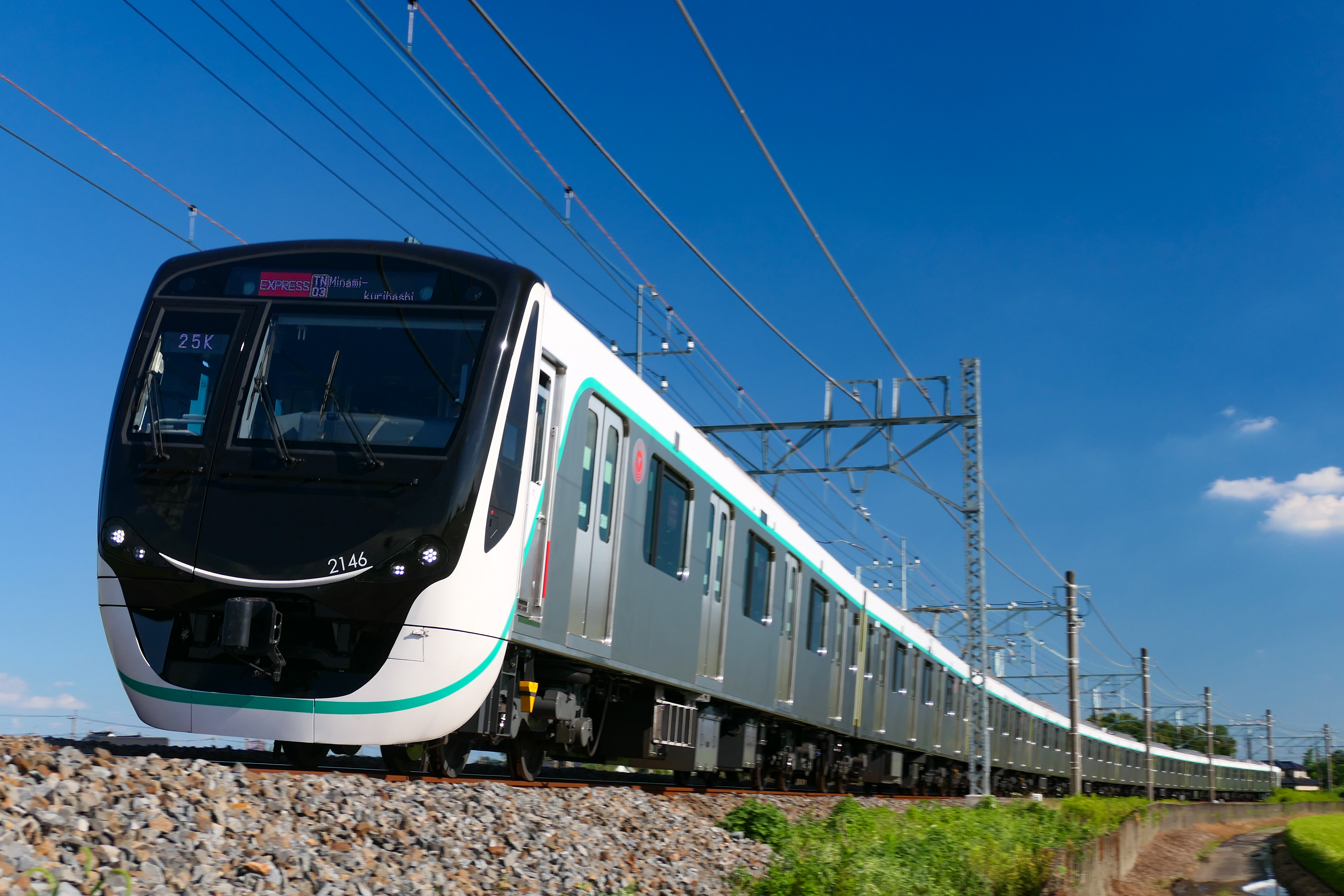
Tokyu 2020
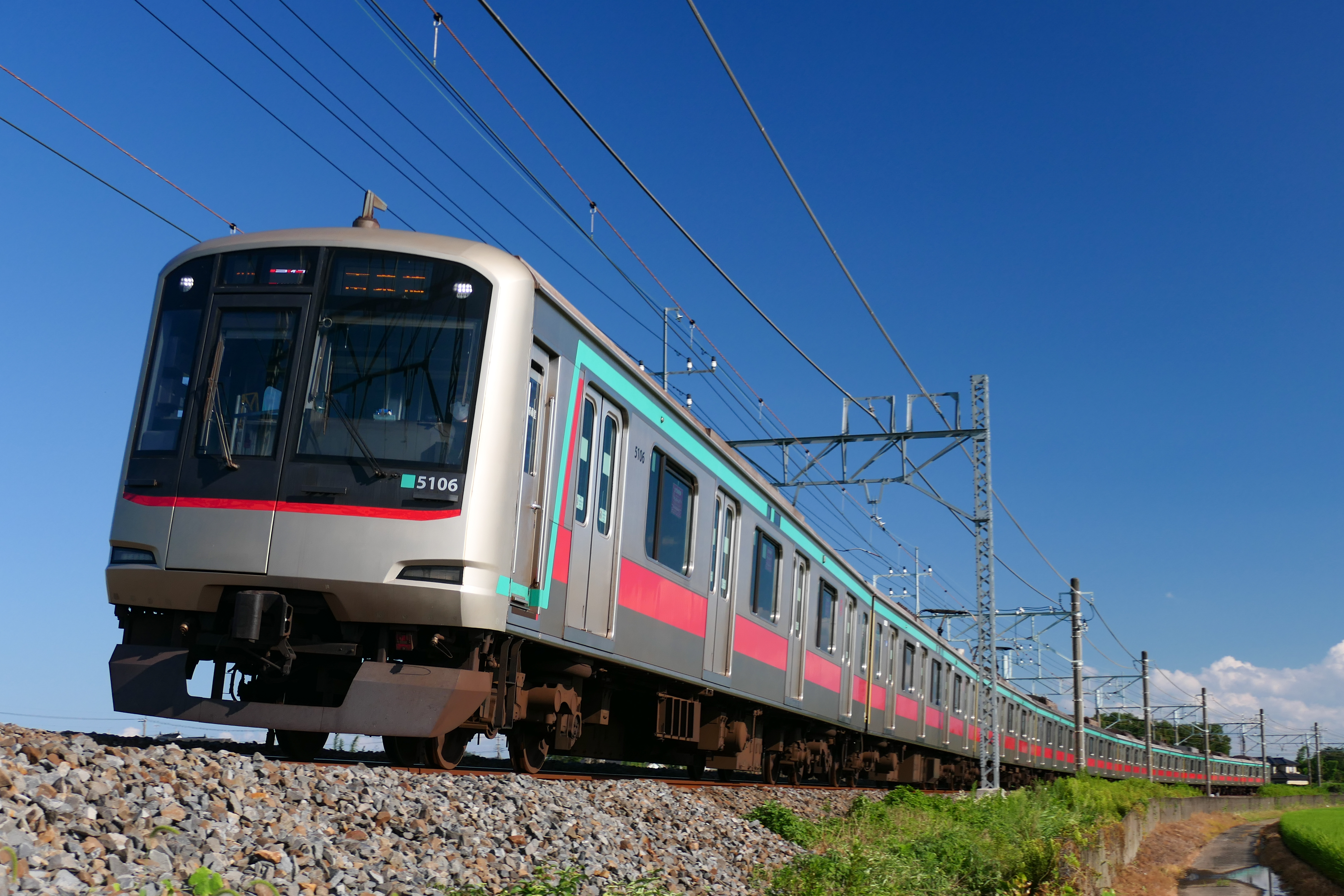
Tokyu 5000
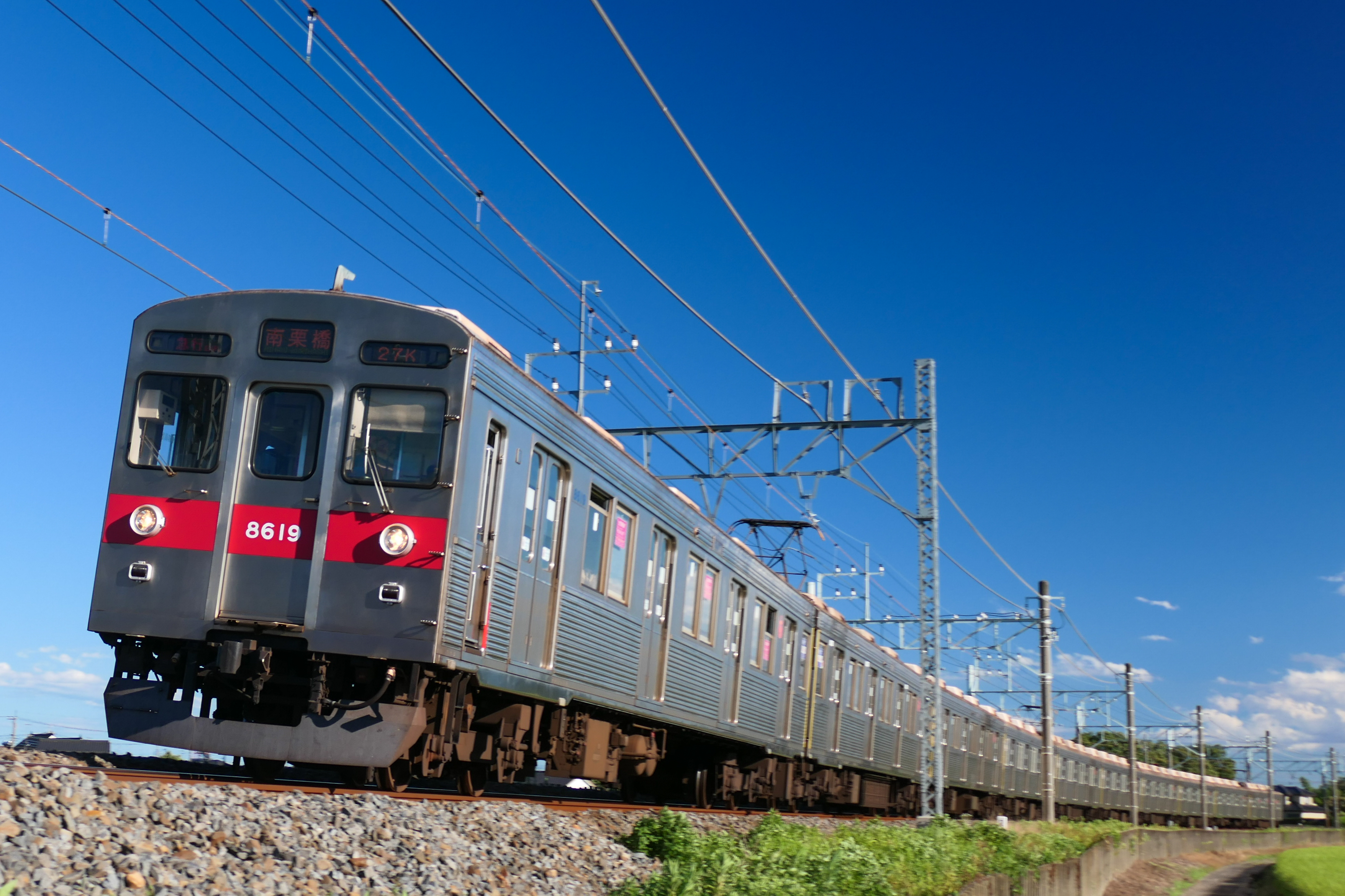
Tokyu 8500
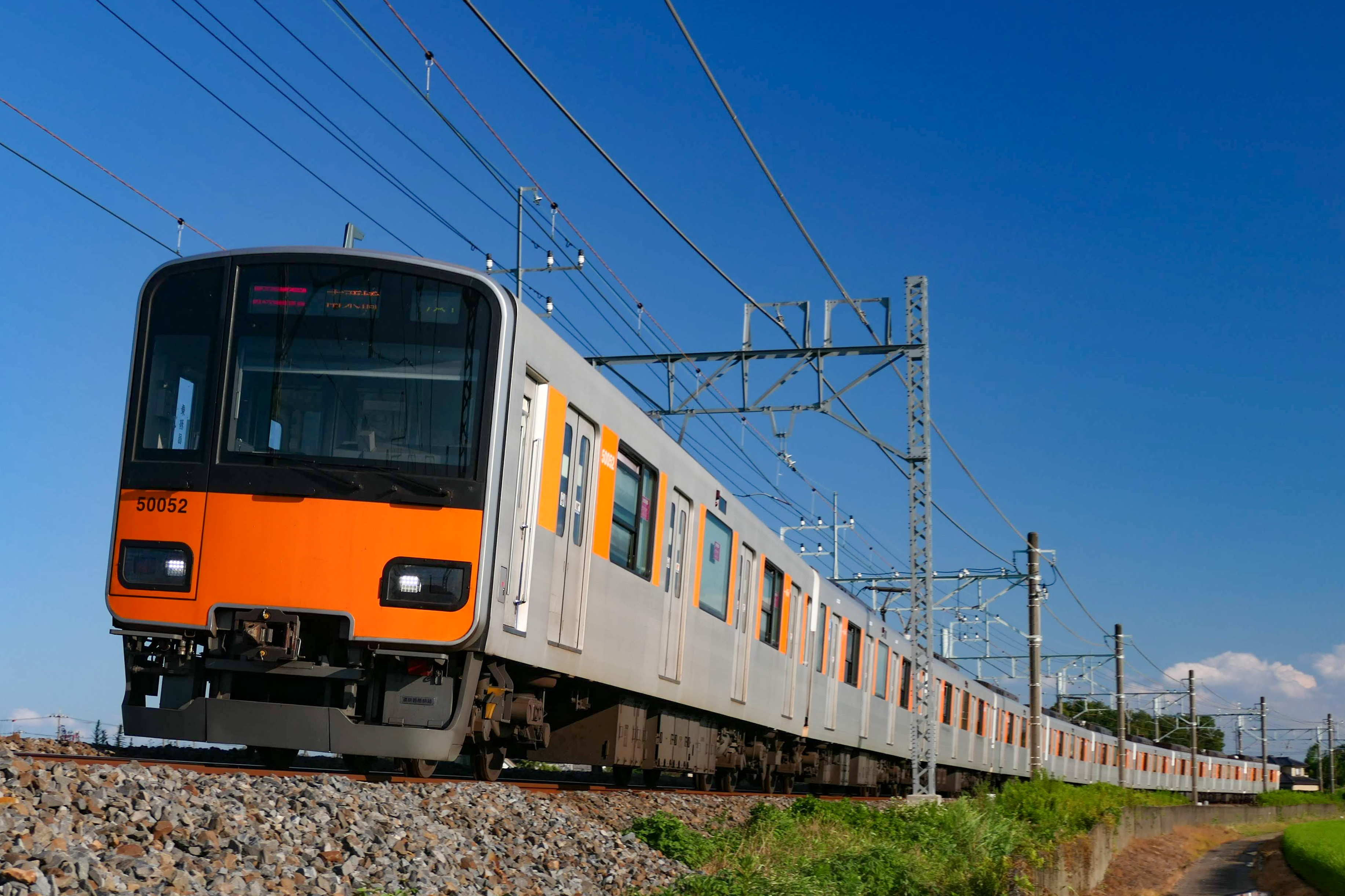
Tobu 50050

## Bahnhöfe
| Nr.  | Name                        | Umstiegsmöglichkeiten |
| ---- | --------------------------- | --- |
| Z-01 | Shibuya 渋谷                | Fukutoshin-Linie, Ginza-Linie, Keiō Inokashira-Linie, Saikyō-Linie, Shōnan-Shinjuku-Linie, Tōkyū Den’entoshi-Linie, Tōkyū Tōyoko-Linie, Yamanote-Linie |
| Z-02 | Omotesandō 表参道           | Chiyoda-Linie, Ginza Line |
| Z-03 | Aoyama-itchōme 青山一丁目   | Ginza Line, Ōedo-Linie |
| Z-04 | Nagatachō 永田町            | Namboku-Linie, Yūrakuchō-Linie, Ginza-Linie, Marunouchi-Linie                                                                                          |
| Z-05 | Hanzōmon 半蔵門             | |
| Z-06 | Kudanshita 九段下           | Tōzai-Linie, Toei Shinjuku-Linie |
| Z-07 | Jimbōchō 神保町             | Toei Shinjuku-Linie, Mita-Linie |
| Z-08 | Ōtemachi 大手町             | Chiyoda-Linie, Tōzai-Linie, Marunouchi-Linie, Toei Mita-Linie                                                                                          |
| Z-09 | Mitsukoshimae 三越前        | Ginza-Linie, Sōbu-Hauptlinie |
| Z-10 | Suitengūmae 水天宮前        | |
| Z-11 | Kiyosumi-shirakawa 清澄白河 | Toei Ōedo-Linie |
| Z-12 | Sumiyoshi 住吉              | Toei Shinjuku-Linie |
| Z-13 | Kinshichō 錦糸町            | Sōbu-Linie, Chūō-Sōbu-Linie |
| Z-14 | Oshiage 押上                | Tōbu Isesaki-Linie, Toei Asakusa-Linie, Keisei Oshiage-Linie                                                                                           |

- Über den Bahnhof Shibuya in die andere Richtung hinaus fahren die Züge der Hanzōmon-Linie als Züge der Den’entoshi-Linie der Tōkyū Dentetsu bis zum Bahnhof Chūō-Rinkan weiter. Ab Shibuya beginnt also eine neue Linie, für die auch eine neue Fahrkarte benötigt wird.